# Andrea Pasqualon
Andrea Pasqualon (Bassano del Grappa, 2 de janeiro de 1988) é um ciclista italiano, membro da equipa Intermarché-Wanty-Gobert Matériaux.

## Biografia
Andrea Pasqualon foi membro em 2010 da equipa amador italiano Zalf Désirée Fior. Nesse ano ganhou duas corridas italianas de um dia: o Troféu Banca Popular de Vicenza e o Giro do Casentino. Ao final do ano correu para a equipa ProTour Lampre-Farnese Vini como estagiário. Na temporada de 2011 uniu-se à equipa continental profissional Colnago-CSF Inox.

## Palmarés
- 2010 (como amador)[2]
  - Troféu Banca Popular de Vicenza
  - Giro do Casentino

- 2013
  - 1 etapa do Tour de Limusino

- 2014
  - Grande Prêmio Südkärnten
  - 1 etapa da Volta à Colômbia

- 2015
  - 1 etapa da Boucles de la Mayenne
  - 1 etapa da Oberösterreichrundfahrt

- 2017
  - Coppa Sabatini

- 2018
  - Grande Prêmio de Plumelec-Morbihan
  - Tour do Luxemburgo, mais 2 etapas

- 2019
  - 1 etapa do Tour Poitou-Charentes em Nova Aquitania

## Resultados em Grandes Voltas
Durante sua corrida desportiva tem conseguido os seguintes postos nas Grandes Voltas.
| Corrida | Corrida         | 2011 | 2012 | 2013 | 2014 | 2015 | 2016 | 2017  | 2018 | 2019 | 2020 | 2021 |
| ------- | --------------- | ---- | ---- | ---- | ---- | ---- | ---- | ----- | ---- | ---- | ---- | ---- |
|         | Giro d'Italia   | —    | —    | —    | —    | —    | —    | —     | —    | —    | —    | 72.º |
|         | Tour de France  | —    | —    | —    | —    | —    | —    | 137.º | 95.º | 88.º | —    | —    |
|         | Volta a Espanha | —    | —    | —    | —    | —    | —    | —     | —    | —    | —    | —    |

—: não participa

Ab.: abandono